# بخش مرکزی شهرستان تربت حیدریه
بخش مرکزی شهرستان تربت حیدریه یکی از بخش‌های شهرستان تربت حیدریه در استان خراسان رضوی ایران است.

## تقسیمات کشوری
- بخش مرکزی
  - دهستان بالاولایت
  - دهستان پایین ولایت

شهرها: تربت حیدریه

## جمعیت
بنابر سرشماری مرکز آمار ایران، جمعیت بخش مرکزی شهرستان تربت حیدریه در سال ۱۳۹۵ برابر با ۱۷۹٬۰۸۴ نفر بوده‌است.